# 14,5 × 114 mm
Die 14,5 × 114-mm-Patrone (auch als M41/44 geführt) ist eine sowjetische Gewehrpatrone, die bis in das 21. Jahrhundert genutzt wird.

## Geschichte

Abmessungen

In den frühen 1930er-Jahren wurde in der Sowjetunion eine Panzerbüchse im Kaliber 12,7 × 108 mm entwickelt, die u. a. Anleihen beim Tankgewehr 18 nahm. Deren Durchschlagsleistung (15 mm bei 90°, 500 m) schien kurz vor dem Überfall Deutschlands auf die Sowjetunion, auch aufgrund der Erfahrungen aus dem spanischen Bürgerkrieg, nicht mehr ausreichend zu sein. Daher wurde 1939 eine stärkere Munition sowie eine entsprechende Panzerbüchse entwickelt. Der Prototyp der Panzerbüchse stand im Sommer 1939 zur Erprobung bereit, wurde jedoch nicht in die Serienproduktion überführt. Nach dem 22. Juni 1941 wurden daher in aller Eile die Panzerbüchsen PTRS und PTRD entwickelt.
Die Durchschlagsleistung der Patrone betrug mit dem Wolframkerngeschoss BS-41 40 mm RHA auf 100 m Entfernung bei 90° Auftreffwinkel.
Mit dem Anwachsen der Panzerstärken war die Patrone 14,5 mm bereits 1943 nicht mehr in der Lage, feindlichen Panzern gefährlich zu werden und fiel (zusammen mit den Panzerbüchsen PTRD und PTRS) daher aus der Rolle der infanteristischen Panzerbekämpfung heraus. Gegen leichtgepanzerte Fahrzeuge wie Schützenpanzer sowie die Seiten und Ketten von Panzern wurde sie weiterhin eingesetzt. Später wurden für diese Munition das überschwere Infanterie-MG Wladimirow KPW entwickelt, das die Basis für die Flugabwehrkanonen ZPU-1, -2 und -4 sowie des KPWT-Bord-MGs war. Das KPWT ist die Hauptwaffe der Schützenpanzerwagen der BTR-Serie (vom BTR-50 bis zum BTR-80).
Seit den 1990er-Jahren wird die Patrone 14,5 mm wieder in Mehrladern, z. B. dem NTW-20/14,5, zur Materialbekämpfung eingesetzt. Sie kommt zudem im ukrainischen Scharfschützengewehr Snipex Alligator zum Einsatz.

## Arten
Die Patrone ist in den Ausführungen panzerbrechendes Stahl-Vollgeschoss, mit Brandsatz, mit Wolframcarbid-Kern (AP) oder als Leuchtspurmunition verfügbar.

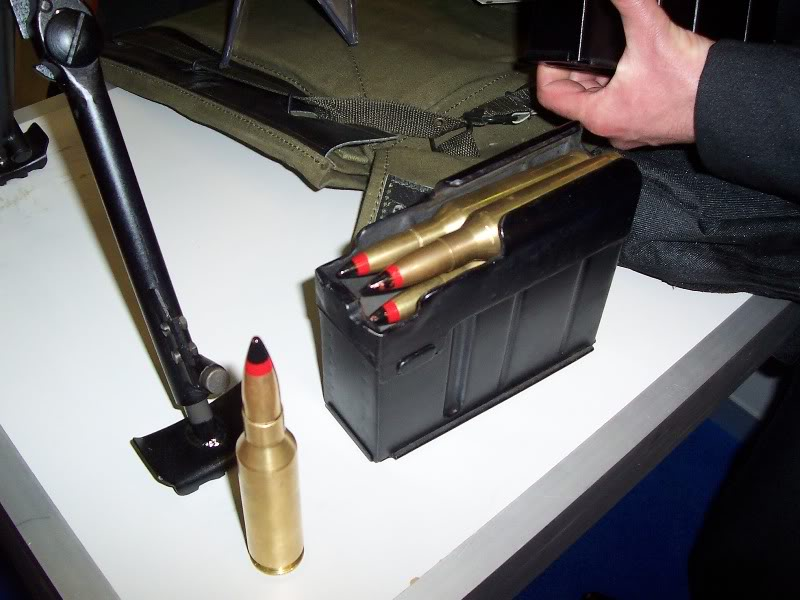
Panzerbrechende 14,5-mm-Patronen im Magazin einer Anti-Materiel Rifle

## Nutzerstaaten
- Sowjetunion
- Russland
- ehemalige Staaten des Warschauer Vertrages
- Ukraine